# Kotlina Płocka
Kotlina Płocka (315.36) – część Pradoliny Toruńsko-Eberswaldzkiej, rozszerzenie pradoliny Wisły pomiędzy Gąbinem a Włocławkiem o powierzchni ok. 850 km². 
Na wysokim tarasie Wisły po lewej stronie zachowały się formy związane z zanikiem jeziora lodowcowego i ostatniego zlodowacenia, który wysunął się w kierunku południowo-wschodnim. Znajdują się tu 63 piękne jeziora, ozy i kemy, częściowo przemodelowane przez wiatr w wały wydmowe, stanowiące najbliższy Warszawy zalesiony fragment krajobrazu pojeziernego, nazywany niekiedy Pojezierzem Gostynińskim. Nad kotliną góruje położony na prawym brzegu Wisły Płock, natomiast w północnym jej końcu, na lewym brzegu, leży uprzemysłowiony Włocławek. Pomiędzy Kotliną Płocka a Kotliną Toruńską dolina Wisły tworzy w okolicach Nieszawy rodzaj przełomu, zwężając się do kilku kilometrów.
Podział na mikroregiony:
- Równina Brwilna-Radziwia
- Równina Duninowska
- Równina Włocławska
- Pojezierze Łąckie
- Pojezierze Gostynińskie
- Obniżenie Rakutowskie